# Émile Deschanel
Émile Augustin Étienne Deschanel, född den 19 november 1819 i Paris, död där den 26 januari 1904, var en fransk litteraturhistoriker och politiker. Han var far till Paul Deschanel.
Deschanel tillhörde den republikanska vänstern. Hans skrift Catholicisme et socialisme (1850) kostade honom hans professur vid École normale. Under tredje republiken blev Deschanel 1881 professor vid Collège de France och senator. Hans  vetenskapliga område var ursprungligen den grekiska litteraturen, men mot slutet av sitt liv övergick han till den nyare. Deschanels huvudarbeten är Études sur Aristophane (3:e upplagan 1892) och Le romantisme des classiques (5 band, 1882–1888).